# مرانة

المرانة هي مقلوب السعة الكهربائية ووحدتها القياسية هي مقلوب فاراد وهي تستعمل حين تمثيل نظام تخميد أو نظام المخمد-الكتلة-الزنبرك [الإنجليزية] بدائرة مقاومة وملفمك ومكثف مكافئة للنظام، في الدارة الكهربية القوة تمثل بالجهد الكهربي والتيار يمثل السرعة فإن المرانة تمثل في هذه الدائرة المكافئة ثابت مرونة الزنبرك.